# 阿拉伯裔伊朗人
阿拉伯裔伊朗人，是指生活在伊朗的阿拉伯人，佔伊朗人口的2%。

## 概觀
阿拉伯人很早已出現在伊朗，並不只在公元633年伊斯蘭對波斯的征服之時候。幾個世紀以來伊朗統治者與邊界以外的阿拉伯人保持聯繫，處理阿拉伯問題，並在伊朗高原各地安置阿拉伯部落人士。因此阿拉伯人對伊朗的滲透於穆斯林征服之前已出現，並不只由阿拉伯半島的穆斯林進行。
根據“2001年風險少數民族項目”統計，約有40％的阿拉伯人是居住在城市地區的非技術工人。農村的阿拉伯人主要是農民和漁民。居住在波斯灣沿岸平原的阿拉伯人主要是牧民。農村阿拉伯人的部族忠誠度較強，但在城市地區也有影響。這些都會影嚮的伊朗阿拉伯人社會化和政治化。
Payor Noor大學在全國有229個校區，2008年宣布阿拉伯語是大學的“第二語言”，其所有服務將以阿拉伯語與波斯語一併提供。

## 歷史
薩珊帝國的沙普尔二世在他的統治時期在波斯灣進行了一次懲罰性遠征之後，將幾個阿拉伯人氏族移轉到伊朗內地定居。如台格里卜氏族安置在巴姆，阿卜杜·凱伊斯和塔明氏族安置在克爾曼東南地區等等。
雖然在七世紀阿拉伯入侵波斯之後，許多阿拉伯部落定居在伊朗的不同地區，但是現在胡齊斯坦的阿拉伯部落在語言，文化和伊斯蘭教中保留了自己的身份。在兩伊戰爭時期伊拉克試圖爭取他們支持，在該地區產生阿拉伯民族主義，但沒湊效。

## 區域群體

### 胡齊斯坦省
胡齊斯坦省的大多數伊朗阿拉伯人是雙語者，以阿拉伯語為母語，波斯語是第二語言。他們的阿拉伯語屬美索不達米亞方言，其他阿拉伯語人士可以很容易地理解。
他們可分為7個部落。

### 法爾斯省
卡馬什阿拉伯人生活在法爾斯省東部，主要是牧民，分為巴努·塔明,Banu kaab和Banu Hammed三個部落。

### 引用
1. ↑  CIA World Factbook 的存檔，存档日期2012-02-03.
2. ↑  Nikki R. Keddie, "Iran and the Muslim World: Resistance and Revolution", New York University Press, 1995 (3/5/09). pp. 12–13: "Many writings state that the Arabs are Sunni, but the only bases for this assertion seem to be that most Arabs in the world are Sunni, that some Arabs in Khuzestan rarely are Sunni, and the Shi’a Arabs follow some customs that Persians associate with Sunnism. In the absence of scholarly work or census surveys, it is impossible to estimate the percentages of Shi’as and Sunnis among the Arabs, but the evidence suggests that the great majority of Iranian Arabs are Shi’ite. First, the Arabs border on a part of Iraq that is, and has long been, almost entirely Shi’ite, and it would be surprising to find a Sunni pocket in such an area, especially since, second, they live in the Shi'ite state of Iran."

### 书籍
- Daniel, E. L. "Arab settlements in Iran". Encyclopædia Iranica. Retrieved 2011-04-09.